# Akhsikath
Akhsikath (em usbeque: Axsikat) Ahsiket ou Ahsikent (em usbeque: Axsikent), conhecida como Feghana pelo menos nos primeiros séculos da Idade Média, foi uma cidade que foi capital da região histórica de Fergana, situada na margem direita do rio Sir Dária, no que é atualmente o Distrito (raion) de Turakurgan (Toʻraqoʻrgʻon) da província de Namangã do Usbequistão oriental, 25 km a sudoeste da cidade de Namangã. Foi a cidade mais importante da Rota da Seda em Fergana e desde 2018 que está incluída na lista de candidatos a Património Mundial da UNESCO.
Akhsikath foi fundada no final do século III a.C. e foi a única cidade da Ásia Central onde se produzia o aço de alto qualidade conhecido como aço de Damasco. O sítio arqueológico de Ahsiket ocupa mais de 25 hectares e é constituído por uma cidadela  (arc), a cidade propriamente e o arrabalde (rabad; subúrbios). Estas três partes foram outrora rodeados de muralhas e fortificações. O palácio dos governantes e a prisão (zidan) situavam-se na cidadela. A cidade tinha um mercado e uma mesquita congregacional. Os artesãos viviam no arrabalde, onde foi descoberto um hamame do século II d.C. Akhsikath foi destruída em 1219 pelos mongóis, numa altura em que já tinha sido quase abandonada. Depois disso foi construída uma nova cidade cinco ou seis quilómetros a oeste da antiga, a jusante do Sir Dária. Esta cidade mais recente foi governada por Babur (1483–1530), um descendente direto de Tamerlão que mais tarde, em 1526, fundaria o Império Mogol na Índia. No século XVII, Ahsikent foi destruída por um sismo, após o que oes sobreviventes se mudaram para Namangã.

## História
Pelos dados arqueológicos, sabe-se que no final do século III a.C. ou início do século II a.C. Akhsikath já estava bem fortificada, com muralhas com cerca de 20 metros de espessura e ocupava cerca de 40 hectares. Estes dados levaram A .A. Anarbaev a concluir que o sítio arqueológico corresponde à capital de Daiuã, o nome dado ao vale de Fergana nas crónicas chinesas da Antiguidade, nomeadamente as de Zhang Qian (m. 114 a.C.). A cidade era também bastante populosa durante os primeiros séculos da Idade Média, quando era conhecida como Feghana.
Há registos dum cerco chinês em 103 a.C., comandado por Li Guanli. 60 000 soldados cercaram a cidade durante 40 dias, numa das tentativas da Dinastia Han para tomar o controlo do terrítório dos famosos "cavalos celestes de Fergana", naquilo que é conhecido como Guerra dos Cavalos Celestes. No século I a.C. Aksikent foi conquistada pelos cuchanas. Alguns séculos depois foi conquistada por povos turcos Foi destruída durante as invasões muçulmanas, mas recuperou passado algum tempo.
Durante as escavações foram descobertos vários níveis de ocupação do período islâmico que foram bem estudados. Havia vários edifícios públicos, áreas residenciais e quarteirões e centros industriais (de artesãos), um hamame e uma mesquita congregacional, os quais tinham plantas complexas. Nas quarteirões industriais foram encontradas várias oficinas de metalurgia onde era produzido aço de Damasco. Foram também achados pratos vidrados e peças de vidro variadas de fabrico local de alta qualidade, com desenho artístico elegante. Isto levou os arqueólogos a concluir que Ahsikent era uma cidade de artesãos, cuja atividade era a base da economia e que uma parte signficativa da produção era destinada a ser vendida nos mercados locais e internacionais. A área da cidade e dos seus arrabaldes chegou a ter 350 ha.
A cidade encontrava-se num dos ramos principais da Rota da Seda. Vinda de leste, a Rota da Seda bifurcava-se em dois ramos em Iarcanda (no Sinquião, atualmente noroeste da China). Um ramo seguia em direção ao Badaquexão e à Báctria (atualmente no Afeganistão e no Tajiquistão) através do Pamir. Outro ramo seguia para noroeste, em direção a Casgar, e depois seguia para a Daiuã (vale de Fergana), onde a maior cidade era Ahsikent. A Rota da Seda seguia depois ao longo do Sir Dária até Bap (Pap, atual Cujanda), de onde um dos ramos em que se dividia seguia para norte, em direção às estepes e ao oásis de Tasquente, após seguir o curso do Sir Dária durante algum tempo. Os bens produzidos em Aksikent eram exportados pelas caravanas Rota da Seda, chegando a cidades distantes como Bagdade e Damasco.
O cronista e geógrafo árabe do século X ibne Haucal relatou que Ahsikent era a capital da vasta região de Fergana, que tinha várias cidades e outras localidades prósperas. Ainda segundo Haucal, Ahsikent tinha aproximadamente três farsakhs (mais de 17 km) de comprimento, uma cidadela e um arrabalde, mas não tinha mesquita congregacional. O palácio do governante era na cidadela, onde também havia uma masmorra. A riqueza da cidade é confirmada pelos estudos arqueológicos, que permitem concluir que Ahsikent foi o maior, centro político económico e cultural do vale de Fergana entre os séculos IX e XIII. Nesse período, a cidade tinha uma casa da moeda onde foram cunhadas moedas pelos governadores locais samânidas e caracânidas.
No início do século XIII foi atacada pelos caraquitais. Quando foi completamente destruída pelos mongóis, em 1219, já estava praticamente abandonada. Algum tempo depois, foi fundada uma nova cidade, cinco ou seis quilómetros a oeste da antiga, a jusante do Sir Dária. Ahsikent voltou a ganhar alguma importância durante o Império Timúrida (1370–1507). Foi a capital do governante timúrida semi-independente Omar Xeique Mirza (r. 1469–1494), um descedente direto de Tamerlão, o que leva alguns autores a defender a tese que o seu filho Babur nasceu em Ahsikent e não Andijã, como é mais comum referir-se. Ahsikent foi também a primeira capital de Babur, que sucedeu ao pai quando era adolescente e se tornaria depois famoso por ter fundado Império Mogol na Índia em 1526, após abandonar Fergana e a Transoxiana.